# Баюканский, Валентин Анатольевич
Валентин Анатольевич Баюканский (род. 2 июня 1959, Липецк) — российский писатель. Известен как исследователь и популяризатор чайной кулинарии.

## Биография
С 1996 года по 2005 год — Баюканский редактор всероссийской народно-лечебной газеты «Лекарь». 
С 2005 года по 2006 год — собственный корреспондент по России «Русской газеты», которая издавалась в Софии в Болгарии. 
Автор более 800 публикаций в различных российских и зарубежных СМИ. 
Член Союза журналистов России с 1997 года, член Международной ассоциации писателей публицистов МАПП с 2009 года, председатель Липецкого правления общероссийского Союза писателей «Воинское содружество» с 2013 года. Член Союза российских писателей с 2015 года.
Коллекционирует чай с 2002 года. Коллекция пакетированного чая является самой большой в России и составляет 2500 образцов из более чем 40 стран. Популяризатор чая в течение 12 лет создаёт уникальную «чайную ленту», состоящую из фрагментов чайных упаковок. Её длина составляет 105,5 метров.
Баюканский также пишет произведения мистического и фантастического направления. Он также автор книг: «Прогулки в закоулки» (2013), «И вновь прогулки в закоулки» (2014), «Обруч Ангела» (2015) «Любимая из созвездия Козерога» (2017).
Награждён медалью «Во Славу Липецкой области» и премией «Золотое перо России».

### Личная жизнь
- Отец — Анатолий Баюканский (1925—2022) — писатель.
- Сын — Денис (род. 1991 год).